# Свята криниця (пам'ятка природи, с. Піски)
Свята криниця — гідрологічна пам'ятка природи місцевого значення в Україні. Розташована на південь від села Піски Бобровицької громади Ніжинського району Чернігівської області.
Площа — 0,1 га. Статус присвоєно згідно з рішенням Чернігівської обласної ради від 14.05.1999 року. Перебуває у віданні Пісківської сільської ради (правонаступник - Бобровицька міська громада). 
Охороняється криниця на узліссі, пов'язана з життям і творчістю поета Павла Григоровича Тичини. Має водорегулююче значення.